# Hermanus Kroes
Hermanus Kroes (Haarlem, 21 oktober 1864 – Amersfoort, 6 maart 1952) was een Nederlands architect. Kroes heeft een groot scala aan gebouwen ontworpen in de Nederlandse stad Amersfoort. Kroes werkte veel samen met een andere Amersfoortse architect, W. H. Kam.

## Lijst van bouwwerken

### Bouwwerken in Amersfoort
- 1894: Winkelpand, Langestraat 63;
- 1894: Kloostercomplex Zusters Onze Lieve Vrouw van Amersfoort, Zuidsingel 40 (uitbreiding aan Huis Cohen);
- 1895: stadsvilla's Noorderplantsoen (Stadsring 248-250);
- 1898: Museum Flehite;
- 1898: Herenboerderij Maxhoeve, Hogeweg 219;
- 1899: Winkelpand, Langestraat 36;
- 1899: Pastorie van de Georgiuskerk, 't Zand 15;
- 1900: Augustijnenklooster, Herenstraat 1;
- 1903: Winkelpand, Langestraat 76;[1]
- 1904: Pakhuis de Eerstelling, Kleine Koppel 7;
- 1907: Voorgevel van het Sint Elisabeth Gast of Ziekenhuis aan de Sint-Andriesstraat (achterliggend gebouw gesloopt in 1995);
- 1907: Matthias Withoosstraat 34 en 36;
- 1908: Sint Henricuskerk;
- 1910: Retraitehuis Sint Alphonsus/ klooster St Joseph;
- 1918: Huis, Havik 35.

### Bouwwerken in overige plaatsen
- 1891: Boerderij de Sneul te Hoogland;
- 1913: Klooster met Heilig Hartschool te Eemnes.